# Línea 524 (Interurbanos Madrid)
La línea 524 de la red de autobuses interurbanos de Madrid une el intercambiador de Príncipe Pío (Madrid) con Móstoles Sur.

## Características
Fue puesta en servicio el 2 de julio de 2018, uniendo los nuevos desarrollos del sur de Móstoles con la capital en un trayecto de 50 minutos de duración.Anteriormente esta línea tenía el recorrido de la actual línea urbana 5 de Móstoles (Parque Coimbra - Móstoles FF.CC.)
La línea mantiene los mismos horarios todo el año (exceptuando las vísperas de festivo y festivos de Navidad).
Está operada por Arriva Madrid mediante la concesión administrativa VCM-501 - Madrid – Batres (Viajeros Comunidad de Madrid) del Consorcio Regional de Transportes de Madrid.
Desde el miércoles 15 de enero de 2025, la línea se vio modificada como consecuencia del soterramiento del Paseo de Extremadura, acortando su recorrido hasta Cuatro Vientos, donde los autobuses del corredor 5 tendrán su cabecera provisional mientras duren las obras.

## Horarios
| Todos los días        |                       |                       |                       |                       |                       |                       |                       |                       |                       |                       |                       |                       |                       |                       |                       |                       |                       |                       |                       |                       |                       |                       |                       |                       |                       |                       |                       |                       |                       |                       |                       |                       |                       |
| Madrid > Móstoles Sur | Madrid > Móstoles Sur | Madrid > Móstoles Sur | Madrid > Móstoles Sur | Madrid > Móstoles Sur | Madrid > Móstoles Sur | Madrid > Móstoles Sur | Madrid > Móstoles Sur | Madrid > Móstoles Sur | Madrid > Móstoles Sur | Madrid > Móstoles Sur | Madrid > Móstoles Sur | Madrid > Móstoles Sur | Madrid > Móstoles Sur | Madrid > Móstoles Sur | Madrid > Móstoles Sur | Madrid > Móstoles Sur | Móstoles Sur > Madrid | Móstoles Sur > Madrid | Móstoles Sur > Madrid | Móstoles Sur > Madrid | Móstoles Sur > Madrid | Móstoles Sur > Madrid | Móstoles Sur > Madrid | Móstoles Sur > Madrid | Móstoles Sur > Madrid | Móstoles Sur > Madrid | Móstoles Sur > Madrid | Móstoles Sur > Madrid | Móstoles Sur > Madrid | Móstoles Sur > Madrid | Móstoles Sur > Madrid | Móstoles Sur > Madrid | Móstoles Sur > Madrid |
| 07                    | 08                    | 09                    | 10                    | 11                    | 12                    | 13                    | 14                    | 15                    | 16                    | 17                    | 18                    | 19                    | 20                    | 21                    | 22                    | 23                    | 06                    | 07                    | 08                    | 09                    | 10                    | 11                    | 12                    | 13                    | 14                    | 15                    | 16                    | 17                    | 18                    | 19                    | 20                    | 21                    | 22                    |
| 30                    | 00 30                 | 00 30                 | 00 30                 | 00 30                 | 00 30                 | 00 30                 | 00 30                 | 00 30                 | 00 30                 | 00 30                 | 00 30                 | 00 30                 | 00 30                 | 00 30                 | 00 30                 | 00 30                 | 30                    | 00 30                 | 00 30                 | 00 30                 | 00 30                 | 00 30                 | 00 30                 | 00 30                 | 00 30                 | 00 30                 | 00 30                 | 00 30                 | 00 30                 | 00 30                 | 00 30                 | 00 30                 | 00 30                 |

## Recorrido y paradas
NOTA: Debido a las obras de soterramiento de la autovía A-5, las paradas sombreadas en rojo se encuentran fuera de servicio, desde el 15 de enero de 2025 hasta fin de obras.

### Sentido Móstoles Sur
| Código | Parada                                      | Común con                                                                                         | Conexiones con Metro y Cercanías | Municipio | Zona |
| ------ | ------------------------------------------- | ------------------------------------------------------------------------------------------------- | -------------------------------- | --------- | ---- |
| 17051  | Intercambiador de Príncipe Pío (dársena 10) |                                                                                                   | Príncipe Pío                     | Madrid    |      |
| 881    | Paseo de Extremadura-El Greco               | 36 39 65 511 512 513 514 516 518 521 522 523 525 528 534 538 539 541 545 546 547 548 551 581      |                                  | Madrid    |      |
| 892    | Campamento                                  | 36 39 495 511 512 513 514 516 518 521 522 523 525 528 534 538 539 541 545 546 547 548 551 573 581 | Campamento                       | Madrid    |      |
| 50050  | P.º Extremadura - Cuatro Vientos            | 495 511 512 513 514 516 517 518 521 522 523 525 528 534 538 539 551 560 581                       | Cuatro Vientos                   | Madrid    |      |
| 08376  | Ctra. A-5 - Museo del Aire y del Espacio    | 511 512 513 514 516 517 518 521 522 523 525 528 534 538 539 560                                   |                                  | Madrid    |      |
| 11355  | Granada - Est. Móstoles El Soto             | 519 519A 3                                                                                        | Móstoles-El Soto                 | Móstoles  |      |
| 12452  | Pintor Velázquez - Av. Olímpica             | 522 3 6                                                                                           |                                  | Móstoles  |      |
| 08619  | Pintor Velázquez - Av. Iker Casillas        | 522 526 3 5                                                                                       |                                  | Móstoles  |      |
| 08617  | Pintor Velázquez - Larra                    | 522 526 3 5                                                                                       |                                  | Móstoles  |      |
| 08988  | Av. Portugal - Av. Dos de Mayo              | 498 498A 499 526 529 529A 529H 531 531A 535 5                                                     |                                  | Móstoles  |      |
| 19082  | Av. Portugal - Río Jalón                    | 529 529A 529H 531 531A 5                                                                          |                                  | Móstoles  |      |
| 17872  | Río Ebro - Río Odiel                        | 1                                                                                                 |                                  | Móstoles  |      |
| 20665  | Río Guadalquivir - P.º Arroyomolinos        |                                                                                                   |                                  | Móstoles  |      |
| 20474  | Desarrollo - D Polígono Industrial 1        |                                                                                                   |                                  | Móstoles  |      |
| 20037  | Av. Osa Menor - Est. Manuela Malasaña       | 4                                                                                                 | Manuela Malasaña                 | Móstoles  |      |
| 20039  | Av. Osa Menor - Av. ONU                     | 4                                                                                                 |                                  | Móstoles  |      |
| 20799  | C.º Humanes - Av. ONU                       | 525 4                                                                                             |                                  | Móstoles  |      |
| 20041  | Av. Vía Láctea - Acuario                    | 525 4                                                                                             |                                  | Móstoles  |      |
| 20043  | Av. Vía Láctea - Sagitario                  | 525 4                                                                                             |                                  | Móstoles  |      |
| 20045  | Av. Vía Láctea - Géminis                    | 525 4                                                                                             |                                  | Móstoles  |      |
| 20404  | Av. Vía Láctea - Aldebarán                  | 525                                                                                               |                                  | Móstoles  |      |

### Sentido Madrid
| Código | Parada                                      | Común con                                                                                  | Conexiones con Metro y Cercanías | Municipio | Zona |
| ------ | ------------------------------------------- | ------------------------------------------------------------------------------------------ | -------------------------------- | --------- | ---- |
| 20404  | Av. Vía Láctea - Aldebarán                  | 525                                                                                        |                                  | Móstoles  |      |
| 20046  | Av. Vía Láctea - Géminis                    | 525 4                                                                                      |                                  | Móstoles  |      |
| 20044  | Av. Vía Láctea - Sagitario                  | 525 4                                                                                      |                                  | Móstoles  |      |
| 20042  | Av. Vía Láctea - Acuario                    | 525 4                                                                                      |                                  | Móstoles  |      |
| 20798  | C.º Humanes - Av. ONU                       | 525 4                                                                                      |                                  | Móstoles  |      |
| 20040  | Av. Osa Menor - Av. ONU                     | 4                                                                                          |                                  | Móstoles  |      |
| 20038  | Av. Osa Menor - Est. Manuela Malasaña       | 4                                                                                          | Manuela Malasaña                 | Móstoles  |      |
| 20473  | Desarrollo - D Polígono Industrial 1        |                                                                                            |                                  | Móstoles  |      |
| 20666  | Río Guadalquivir - P.º Arroyomolinos        |                                                                                            |                                  | Móstoles  |      |
| 17873  | Río Ebro - Río Odiel                        | 1                                                                                          |                                  | Móstoles  |      |
| 19083  | Av. Portugal - Río Jalón                    | 529 529A 529H 531 531A 5                                                                   |                                  | Móstoles  |      |
| 18532  | Av. Portugal - Rio Duero                    | 498 498A 499 519 522 526 529 529A 529H 531 531A 535 5                                      |                                  | Móstoles  |      |
| 08618  | Pintor Velázquez - Larra                    | 522 526 3 5                                                                                |                                  | Móstoles  |      |
| 08625  | Pintor Velázquez - Av. Iker Casillas        | 522 526 3 5                                                                                |                                  | Móstoles  |      |
| 12451  | Pintor Velázquez - Granada                  | 522 3 6                                                                                    |                                  | Móstoles  |      |
| 08623  | Granada - Est. Móstoles El Soto             | 519 519A 529H 3                                                                            | Móstoles-El Soto                 | Móstoles  |      |
| 08377  | Ctra. A-5 - Museo del Aire y del Espacio    | 511 512 513 514 516 517 518 521 522 523 525 528 534 538 539 560                            |                                  | Madrid    |      |
| 08464  | P.º Extremadura - Cuatro Vientos            | 495 511 512 513 514 516 517 518 521 522 523 525 528 534 538 539 551 560 581                | Cuatro Vientos                   | Madrid    |      |
| 893    | Campamento                                  | 39 495 511 512 513 514 516 518 521 522 523 525 528 534 538 539 541 545 546 547 548 551 581 | Campamento                       | Madrid    |      |
| 885    | Surbatán                                    | 36 39 511 512 513 514 516 518 521 522 523 525 528 534 538 539 541 545 546 547 548 551 581  |                                  | Madrid    |      |
| 17051  | Intercambiador de Príncipe Pío (dársena 10) |                                                                                            | Príncipe Pío                     | Madrid    |      |